# Oficina Internacional de Pesos i Mesures
L'Oficina Internacional de Pesos i Mesures (Bureau international des poids et mesures, BIPM, en francès), és una organització internacional, a través de la qual els seus 59 estats membres actuen sobre estàndards de mesura en quatre àrees: química, radiacions ionitzants, metrologia física, així com el temps universal coordinat. Té la seu a Saint-Cloud, prop de París, a França. Habitualment s'utilitza l'acrònim BIPM, del seu nom en francès, per a referir-se a aquesta organització.

## Estructura
És un dels tres organismes creats per al manteniment del Sistema Internacional d'Unitats (SI) sota les normes establertes per la Convenció del Metre (Convention du Mètre).
El BIPM està supervisat pel Comitè Internacional de Peses i Mesures (francès: Comité international des poids et mesures, CIPM), un comitè de divuit membres que es reuneix normalment en dues sessions per any, que al seu torn és supervisat per la Conferència General de Peses i Mesures (francès: Conférence générale des poids et mesures, CGPM ) que es reuneix a París normalment una vegada cada quatre anys, format per delegats dels governs dels Estats membres i observadors dels Associats de la CGPM. Aquests òrgans també es denominen habitualment amb les seves sigles franceses.

## Història

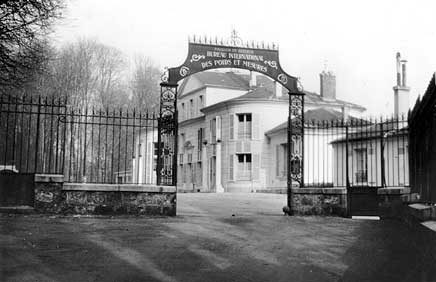
La seu del BIPM a Sèvres

El BIPM va ser creat el 20 de maig del 1875 com a part del tractat de la Convenció del Metre signat a París pels disset estats que hi havia en aquell moment, que el 2018 eren 59.
Des del 1884 la seva seu es troba al Pavillon de Breteuil del Parc de Saint-Cloud a Sèvres, prop de París, en un emplaçament de 4,4 hectàrees concedit pel govern francès el 1876. Té un estatus d'extraterritorialitat, des de l'any 1969 el lloc és considerat territori internacional, i el BIPM té tots els drets i privilegis reconeguts a una organització intergovernamental. Aquest estatus es va aclarir encara més pel decret francès núm. 70-820 de 9 de setembre de 1970. El 1889 la primera Conferència General de Pesos i Mesures va aprovar els primers prototips internacionals del metre i del quilogram i va establir que fossin oficialment dipositats al Pavillon de Breteuil.

## Funció
Sota l'autoritat de la Convenció del Metre (que és un tractat internacional signat per 57 estats), vetlla per la unificació mundial de les mesures físiques i la seva conformitat amb el Sistema Internacional. La seva activitat l'exerceix a través d'una sèrie de comitès consultius formats per membres dels laboratoris de metrologia dels estats membres del tractat de la Convenció del Metre i del treball del seu laboratori. El BIPM porta a terme recerques en el camp de la metrologia, organitza i participa en els treballs de comparació dels patrons de mesura dels diferents estats membres i realitza el calibratge dels patrons dels estats membres.
Després de la consulta, a cada reunió de la Conferència General es presenta un esborrany del Programa de treball del BIPM per a la seva consideració amb el pressupost del BIPM. El programa definitiu de treball el determina el CIPM d'acord amb el pressupost acordat per la CGPM.
Actualment, el treball principal del BIPM inclou:
- Activitats científiques i tècniques que es duen a terme en els seus quatre departaments: química, radiacions ionitzants, metrologia física i temps.
- Treball d'enllaç i coordinació, inclosa la prestació de la secretaria per als Comitès Consultius del CIPM i alguns dels seus grups de treball i per a l'ARM del CIPM, i l'enllaç institucional amb la resta d'organismes que donen suport a la infraestructura de qualitat internacional i altres organismes internacionals.
- Programes de creació de capacitat i transferència de coneixement per augmentar l'eficàcia dins de la comunitat de metrologia mundial d'aquells estats membres i associats amb sistemes de metrologia emergents
- Un centre de recursos que ofereix una base de dades i publicacions per a metrologia internacional

El BIPM és una de les dotze organitzacions membres de la International Network on Quality Infrastructure (INetQI), que promou i implementa activitats de QI en metrologia, acreditació, normalització i avaluació de la conformitat.
El BIPM té un paper important en el manteniment de l'hora exacta del dia a tot el món. Combina, analitza i fa una mitjana dels estàndards de temps atòmics oficials de les nacions membres de tot el món per crear un temps universal coordinat (UTC) únic i oficial.

## Comitès consultius
Plantilla:Vt
El CIPM ha creat una sèrie de comitès consultius (CC) per a ajudar-lo en el seu treball. Aquests comitès estan sota l'autoritat del CIPM. El president de cada comitè, que s'espera que presideixi les reunions del CC, sol ser un membre del CIPM. A més de la CCU, la filiació en un CC està oberta als Instituts Nacionals de Metrologia (INM) dels Estats membres que siguin reconeguts internacionalment com els més experts en aquest camp. Els INM dels Estats membres que actuen sobre el terreny, però que manquen de l'experiència necessària per a convertir-se en membres, poden assistir a les reunions del CC en qualitat d'observadors.
Hi ha 10 comitès consultius. Els comitès tenen uns criteris per a la seva filiació.

Entre aquests comitès consultius es troba el Comitè consultiu d'Unitats. La funció de la CCU és assessorar sobre qüestions relacionades amb el desenvolupament del Sitema Internacional d'Unitats i la publicació del compendi de les successives versions d'aquest sistema: Le Système international d’unités (9a ed. 2019, v. 3.1 d'agost de 2024). Té enllaços amb altres organismes internacionals com, per exemple, la Organització Internacional de Normalització (ISO), la Unió Astronòmica Internacional (IAU), la Unió Internacional de Química Pura i Aplicada (IUPAC), la Unió Internacional de Física Pura i Aplicada (IUPAP) o la Comissió Internacional de la Il·luminació (CIE).

## ElVocabulari internacional de metrologia(VIM) (versió catalana)
A més de publicar el butlletí anual, el BIPM presideix el Comitè Comú per a les Guies en Metrologia fet conjuntament amb altres organitzacions internacionals per a la publicació de guies adaptades a cada país. Des del 1996, l'Associació Catalana de Ciències de Laboratori Clínic (ACCLC) va sol·licitar a l'Oficina Internacional de Pesos i Mesures el permís per traduir aquest vocabulari. En col·laboració amb el TERMCAT i l'Institut d'Estudis Catalans (IEC) va elaboroar la versió catalana. Les definicions i termes d'aquesta tercera edició, així com els seus formats, són conformes, sempre que és possible, a les regles terminològiques indicades en les normes ISO 704, ISO 1087-1 i ISO 10241.
- Nicolau i Costa, Joan; Fuentes i Arderiu, Xavier. Editors: ACCLC, Termcat i BIPM. VIM - Vocabulari internacional de metrologia. Conceptes fonamentals i generals i termes associats. (pdf). 3a edició, 2004, p. 74. Arxivat 2016-03-03 a Wayback Machine.[24]

## Directors
Des de la seva creació, els directors del BIPM han estat:
| Nom                       | País       | Mandat       | Notes                |
| ------------------------- | ---------- | ------------ | -------------------- |
| Gilbert Govi              | Itàlia     | 1875–1877    |                      |
| J. Pernet                 | Suïssa     | 1877–1879    | Director en funcions |
| Ole Jacob Broch           | Noruega    | 1879–1889    |                      |
| J.-René Benoît            | França     | 1889–1915    |                      |
| Charles Édouard Guillaume | Suïssa     | 1915–1936    |                      |
| Albert Pérard             | França     | 1936–1951    |                      |
| Carles Volet              | Suïssa     | 1951–1961    |                      |
| Jean Terrien              | França     | 1962–1977    |                      |
| Pierre Giacomo            | França     | 1978–1988    |                      |
| Terry J. Quinn            | Regne Unit | 1988–2003    | Director honorari    |
| Andrew J. Wallard         | Regne Unit | 2004–2010    | Director honorari    |
| Michael Kühne             | Alemanya   | 2011–2012    |                      |
| Martin JT Milton          | Regne Unit | 2013-present |                      |

## Membres
En 2024 hi ha 64 Estats membres i 37 estats i economies amb estatus d'associats. Països afiliats: 
 Alemanya

 Aràbia Saudita

 Argentina

 Austràlia

 Àustria

 Bèlgica

 Belarús

 Brasil

 Bulgària

 Canadà

 Xile

 Xina

 Colòmbia

 Corea del Sud

 Croàcia

 Dinamarca

 Equador

 Egipte

 Emirats Àrabs Units

 Eslovàquia

 Eslovènia

 Espanya

 Estats Units

 Estònia

 Finlàndia

 França

 Grècia

 Hongria

 Índia

 Indonèsia

 Iraq

 Iran

 Irlanda

 Israel

 Itàlia

 Japó

 Kazakhstan

 Kenya

 Lituània

 Malàisia

 Marroc

 Mèxic

 Montenegro

 Noruega

 Nova Zelanda

 Països Baixos

 Pakistan

 Polònia

 Portugal

 Regne Unit

 República Txeca

 Romania

 Rússia

 Singapur

 Sud-àfrica

 Suècia

 Suïssa

 Tailàndia

 Tunísia

 Turquia

 Ucraïna

 Uruguai
Els 36 estats i economies associats són: Albània, l'Azerbaidjan, Bangladesh, Bolívia, Bòsnia i Hercegovina, Botswana, CARICOM, Cambodja, Taipei xinès, Cuba, Etiòpia, Geòrgia, Ghana, Hong Kong (la Xina), Jamaica, Kuwait, Letònia, Luxemburg, Malta, Maurici, Moldàvia (Rep. de), Mongòlia, Namíbia, Macedònia del Nord, Oman, Panamà, Paraguai, el Perú, Filipines, Qatar, Sri Lanka, República Àrab Siriana, Tanzània (República Unida de), Uzbekistan, Vietnam, Zàmbia, Zimbàbue.